# Swiss Open (tenis)

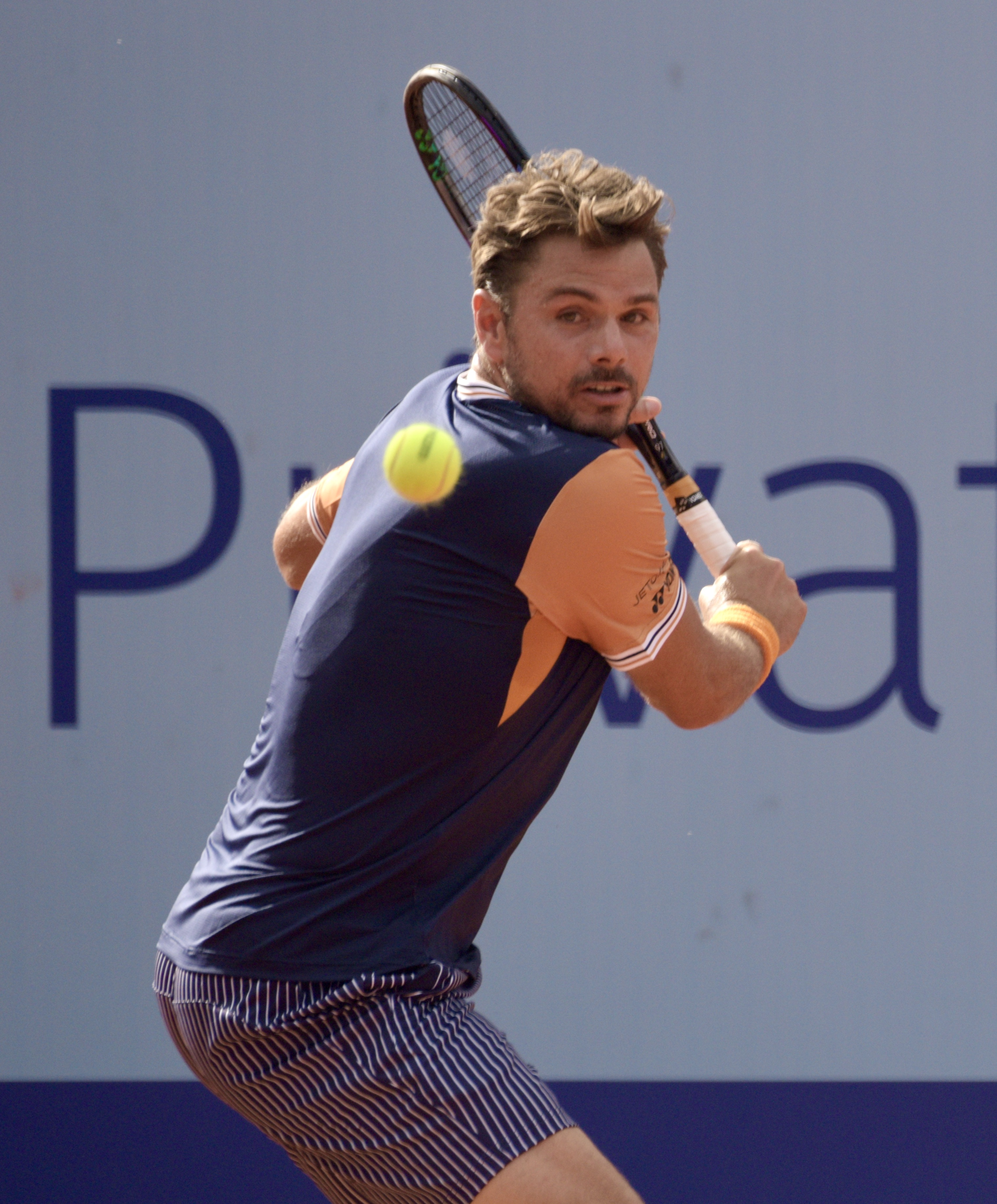
Stan Wawrinka v roce 2023, kdy vyhrál se Stickerem čtyřhru

Swiss Open, oficiálně EFG Swiss Open Gstaad, je profesionální tenisový turnaj mužů hraný v jihozápadní švýcarské vesnici Gstaad, který byl založen v roce 1915. V období 1970–1989 se konal v rámci okruhu Grand Prix, aby se v roce 1990 začlenil do nově vzniklé túry ATP, organizované Asociací tenisových profesionálů. Od sezóny 2009 se řadí do kategorie ATP Tour 250. Probíhá v červenci na dvou otevřených antukových dvorcích v areálu kolem arény Roye Emersona, pojmenované po pětinásobném australském vítězi Royi Emersonovi. Centrální dvorec má kapacitu 4,5 tisíce diváků. Mezi další australské šampiony se zařadili John Newcombe, Tony Roche či Ken Rosewall.
V sezóně 1915 proběhl úvodní ročník na kurtech hotelu Gstaad Palace, který v dané době nesl název Royal Hotel, Winter & Gstaad Palace. Antukový turnaj vyhrál ruský tenista Viktor de Coubasch. Na organizaci se od rané fáze podílel Lawn Tennis Club Gstaad. Generálním sponzorem byla v letech 2016–2021 soukromá švýcarská banka J. Safra Sarasin, založená roku 1841 v Basileji, kterou v roce 2022 nahradila soukromá bankovní skupina EFG International s tříletým kontraktem. Vzhledem k poloze Gstaadu 1 050 m n. m. se jedná o nejvýše položenou událost ATP na evropském kontinentu. Andské Ecuador Open Quito a dříve hraný Claro Open Colombia mají areály situovány výše.
Na červencovém Rado Swiss Open 1998 debutoval na okruhu ATP Tour 16letý Švýcar Roger Federer, jemuž divokou kartu do hlavní soutěže zajistilo vítězství ve wimbledonské juniorce o týden dříve. Na úvod podlehl Argentinci Lucasi Arnoldu Kerovi. Do prvního gstaadského finále se pak Federer probojoval v roce 2003, po zisku premiérové wimbledonské trofeje, v němž ovšem nestačil na Jiřího Nováka. V sezóně 2004 si již gstaadskou trofej odvezl po závěrečné výhře nad Igorem Andrejevem a získal tak první triumf na švýcarské půdě.
V Gstaadu probíhal také ženský profesionální turnaj Swiss Open.

## Vývoj názvu turnaje
- 90. léta: Rado Swiss Open , partner Rado ze Swatch Group
- 2000–2001: UBS Open, partner UBS
- 2002–2010: Allianz Suisse Open, partner Allianz
- 2011–2014: Crédit Agricole Suisse Open, partner Crédit Agricole
- 2015: Swiss Open, partner Visilab
- 2016–2021: J. Safra Sarasin Swiss Open, partner J. Safra Sarasin
- od 2022: EFG Swiss Open Gstaad, partner EFG International

## Přehled finále

### Dvouhra
| Rok  | vítěz                          | finalista                      | výsledek                       |
| ---- | ------------------------------ | ------------------------------ | ------------------------------ |
| 1915 | Viktor de Coubasch             | Charles Barde                  | 8–6, 6–2, 3–6, 2–6, 6–3        |
| 1916 | René de Grenus                 |                                |                                |
| 1917 | A. Breaud                      |                                |                                |
| 1918 | René de Grenus                 |                                |                                |
| 1919 | Charles-Henry Martin           |                                |                                |
| 1920 | Maurice Ferrier                |                                |                                |
| 1921 | Marcus Wallenberg              |                                |                                |
| 1922 | Guy Sautter                    |                                |                                |
| 1923 | Hector Fisher                  |                                |                                |
| 1924 | Djorđe Dundjerski              |                                |                                |
| 1925 | Leonardo Bonzi                 |                                |                                |
| 1926 | Gottfried Banfield             |                                |                                |
| 1927 | Leonce Aslangul                |                                |                                |
| 1928 | Hector Fisher                  |                                |                                |
| 1929 | Hector Fisher                  | Hermann Artens                 | 6–3, 8–6, 6-4                  |
| 1930 | Erik Worm                      |                                |                                |
| 1931 | Hector Fisher                  |                                |                                |
| 1932 |                                |                                |                                |
| 1933 |                                |                                |                                |
| 1934 |                                |                                |                                |
| 1935 |                                |                                |                                |
| 1936 |                                |                                |                                |
| 1937 | Boris Maneff                   | Max Ellmer                     | 6–3, 8–6skreč                  |
| 1938 |                                |                                |                                |
| 1939 |                                |                                |                                |
| 1940 |                                |                                |                                |
| 1941 |                                |                                |                                |
| 1942 | Hans Pfaff                     | Jost Spitzer                   | 6–2, 6–4, 6–3                  |
| 1943 |                                |                                |                                |
| 1944 |                                |                                |                                |
| 1945 |                                |                                |                                |
| 1946 | Vladimír Černík                | Bohuslav Hykš                  | 6–0, 0–6, 1–6, 6–4, 6-2        |
| 1947 | Marcello Del Bello             | Mario Belardinelli             | bez boje                       |
| 1948 | semifinále a finále nehráno    | semifinále a finále nehráno    | semifinále a finále nehráno    |
| 1949 | Earl Cochell                   | Jaroslav Drobný                | 3–6, 6–3, 2–6, 6–3, 7–5        |
| 1950 | Vladimír Černík                | Sumant Misra                   | 6–1, 2–6, 6–8, 6–4, 6–3        |
| 1951 | Russell Seymour                | Syd Levy                       | 2–6, 6–3, 7–5, 1-6, 6-4        |
| 1952 | Herbert Flam                   | Irvin Dorfman                  | 6–4, 6–2, 6–1                  |
| 1953 | semifinále a finále nehráno    | semifinále a finále nehráno    | semifinále a finále nehráno    |
| 1954 | Lew Hoad                       | Neale Fraser                   | 6–4, 11–9, 6–4                 |
| 1955 | Arthur Larsen                  | Enrique Morea                  | 6–4, 2–6, 6–2, 6–2             |
| 1956 | Jaroslav Drobný                | Neale Fraser                   | 7–5, 6–3, 6–3                  |
| 1957 | Budge Patty                    | Jaroslav Drobný                | 3–6, 6–3, 6–3, 6–1             |
| 1958 | Ashley Cooper                  | Neale Fraser                   | 2–6, 3–6, 7–5, 6–4, 6–3        |
| 1959 | Luis Ayala                     | Jan-Erik Lundqvist             | 6–1, 6–2, 6–1                  |
| 1960 | Roy Emerson                    | Mike Davies                    | 6–4, 9–7, 6–2                  |
| 1961 | Roy Emerson                    | Luis Ayala                     | 6–3, 6–1, 6–0                  |
| 1962 | Rod Laver                      | Neale Fraser                   | 6–4, 6–4, 8–6                  |
| 1963 | Nicola Pietrangeli             | Roy Emerson                    | 7–5, 6–2, 6–2                  |
| 1964 | Thomaz Koch                    | Ronald Barnes                  | 6–3, 6–1, 7–9, 7–5             |
| 1965 | Patricio Rodriguez             | Thomaz Koch                    | 2–6, 6–3, 6–2, 6–2             |
| 1966 | Roy Emerson                    | Manuel Santana                 | 5–7, 7–5, 6–3                  |
| 1967 | Roy Emerson                    | Manuel Santana                 | 6–2, 8–6, 6–4                  |
| 1968 | Cliff Drysdale                 | Tom Okker                      | 6–3, 6–3, 6–0                  |
| 1969 | Roy Emerson                    | Tom Okker                      | 6–1, 12–14, 6–4, 6–4           |
| 1970 | Tony Roche                     | Tom Okker                      | 7–5, 7–5, 6–3                  |
| 1971 | John Newcombe                  | Tom Okker                      | 6–2, 5–7, 1–6, 7–5, 6–3        |
| 1972 | Andrés Gimeno                  | Adriano Panatta                | 7–5, 9–8, 6–4                  |
| 1973 | Ilie Năstase                   | Roy Emerson                    | 6–4, 6–3, 6–3                  |
| 1974 | Guillermo Vilas                | Manuel Orantes                 | 6–1, 6–2                       |
| 1975 | Ken Rosewall                   | Karl Meiler                    | 6–4, 6–4, 6–3                  |
| 1976 | Raúl Ramírez                   | Adriano Panatta                | 7–5, 6–7, 6–1, 6–3             |
| 1977 | Jeff Borowiak                  | Jean-Francois Caujolle         | 2–6, 6–1, 6–3                  |
| 1978 | Guillermo Vilas                | José Luis Clerc                | 6–3, 7–6, 6–4                  |
| 1979 | Ulrich Pinner                  | Peter McNamara                 | 6–2, 6–4, 7–5                  |
| 1980 | Heinz Günthardt                | Kim Warwick                    | 4–6, 6–4, 7–6                  |
| 1981 | Wojciech Fibak                 | Yannick Noah                   | 6–1, 7–6                       |
| 1982 | José Luis Clerc                | Guillermo Vilas                | 6–1, 6–3, 6–2                  |
| 1983 | Sandy Mayer                    | Tomáš Šmíd                     | 6–0, 6–3, 6–2                  |
| 1984 | Joakim Nyström                 | Brian Teacher                  | 6–4, 6–2                       |
| 1985 | Joakim Nyström                 | Andreas Maurer                 | 6–4, 1–6, 7–5, 6–3             |
| 1986 | Stefan Edberg                  | Roland Stadler                 | 7–5, 4–6, 6–1, 4–6, 6–2        |
| 1987 | Emilio Sánchez                 | Ronald Agénor                  | 6–2, 6–3, 7–6                  |
| 1988 | Darren Cahill                  | Jakob Hlasek                   | 6–3, 6–4, 7–6                  |
| 1989 | Carl-Uwe Steeb                 | Magnus Gustafsson              | 6–7, 3–6, 6–2, 6–4, 6–2        |
| 1990 | Martín Jaite                   | Sergi Bruguera                 | 6–3, 6–7, 6–2, 6–2             |
| 1991 | Emilio Sánchez                 | Sergi Bruguera                 | 6–1, 6–4, 6–4                  |
| 1992 | Sergi Bruguera                 | Francisco Clavet               | 6–1, 6–4                       |
| 1993 | Sergi Bruguera                 | Karel Nováček                  | 6–3, 6–4                       |
| 1994 | Sergi Bruguera                 | Guy Forget                     | 3–6, 7–5, 6–2, 6–1             |
| 1995 | Jevgenij Kafelnikov            | Jakob Hlasek                   | 6–3, 6–4, 3–6, 6–3             |
| 1996 | Albert Costa                   | Félix Mantilla                 | 4–6, 7–6(7–2), 6–1, 6–0        |
| 1997 | Félix Mantilla                 | Joan Albert Viloca             | 6–1, 6–4, 6–4                  |
| 1998 | Àlex Corretja                  | Boris Becker                   | 7–6(7–5), 7–5, 6–3             |
| 1999 | Albert Costa                   | Nicolás Lapentti               | 7–6(7–4), 6–3, 6–4             |
| 2000 | Àlex Corretja (2)              | Mariano Puerta                 | 6–1, 6–3                       |
| 2001 | Jiří Novák                     | Juan Carlos Ferrero            | 6–1, 6–7(5–7), 7–5             |
| 2002 | Àlex Corretja (3)              | Gastón Gaudio                  | 6–3, 7–6(7–3), 7–6(7–3)        |
| 2003 | Jiří Novák (2)                 | Roger Federer                  | 5–7, 6–3, 6–3, 1–6, 6–3        |
| 2004 | Roger Federer                  | Igor Andrejev                  | 6–2, 6–3, 5–7, 6–3             |
| 2005 | Gastón Gaudio                  | Stan Wawrinka                  | 6–4, 6–4                       |
| 2006 | Richard Gasquet                | Feliciano López                | 7–6(7–4), 6–7(3–7), 6–3, 6–3   |
| 2007 | Paul-Henri Mathieu             | Andreas Seppi                  | 6–7(1–7), 6–3, 7–5             |
| 2008 | Victor Hănescu                 | Igor Andrejev                  | 6–3, 6–4                       |
| 2009 | Thomaz Bellucci                | Andreas Beck                   | 6–4, 7–6(7–2)                  |
| 2010 | Nicolás Almagro                | Richard Gasquet                | 7–5, 6–1                       |
| 2011 | Marcel Granollers              | Fernando Verdasco              | 6–4, 3–6, 6–3                  |
| 2012 | Thomaz Bellucci (2)            | Janko Tipsarević               | 6–7(6–8), 6–4, 6–2             |
| 2013 | Michail Južnyj                 | Robin Haase                    | 6–3, 6–4                       |
| 2014 | Pablo Andújar                  | Juan Mónaco                    | 6–3, 7–5                       |
| 2015 | Dominic Thiem                  | David Goffin                   | 7–5, 6–2                       |
| 2016 | Feliciano López                | Robin Haase                    | 6–4, 7–5                       |
| 2017 | Fabio Fognini                  | Yannick Hanfmann               | 6–4, 7–5                       |
| 2018 | Matteo Berrettini              | Roberto Bautista Agut          | 7–6(11–9), 6–4                 |
| 2019 | Albert Ramos-Viñolas           | Cedrik-Marcel Stebe            | 6–3, 6–2                       |
| 2020 | zrušeno pro pandemii covidu-19 | zrušeno pro pandemii covidu-19 | zrušeno pro pandemii covidu-19 |
| 2021 | Casper Ruud                    | Hugo Gaston                    | 6–3, 6–2                       |
| 2022 | Casper Ruud (2)                | Matteo Berrettini              | 4–6, 7–6(7–4), 6–2             |
| 2023 | Pedro Cachín                   | Albert Ramos-Viñolas           | 3–6, 6–0, 7–5                  |
| 2024 | Matteo Berrettini              | Quentin Halys                  | 6–3, 6–1                       |
| 2025 | Alexander Bublik               | Juan Manuel Cerúndolo          | 6–4, 4–6, 6–3                  |

### Čtyřhra
| Rok  | vítězové                              | finalisté                              | výsledek                       |
| ---- | ------------------------------------- | -------------------------------------- | ------------------------------ |
| 1968 | John Newcombe Dennis Ralston          | Mal Anderson Tom Okker                 | 8–10, 12–10, 12–14, 6–3, 6–3   |
| 1969 | Tom Okker Marty Riessen               | Mal Anderson Roy Emerson               | 6–1, 6–4                       |
| 1970 | Cliff Drysdale Roger Taylor           | Tom Okker Marty Riessen                | 6–2, 6–3, 6–2                  |
| 1971 | John Alexander Phil Dent              | John Newcombe Tom Okker                | 5–7, 6–3, 6–4                  |
| 1972 | čtyřhra se nehrála                    | čtyřhra se nehrála                     | čtyřhra se nehrála             |
| 1973 | čtyřhra se nehrála                    | čtyřhra se nehrála                     | čtyřhra se nehrála             |
| 1974 | José Higueras Manuel Orantes          | Roy Emerson Thomaz Koch                | 7–5, 0–6, 6–1, 9–8             |
| 1975 | Jürgen Fassbender Hans-Jürgen Pohmann | Colin Dowdeswell Ken Rosewall          | 6–4, 9–7, 6–1                  |
| 1976 | Jürgen Fassbender Hans-Jürgen Pohmann | Paolo Bertolucci Adriano Panatta       | 7–5, 6–3, 6–3                  |
| 1977 | Jürgen Fassbender Karl Meiler         | Colin Dowdeswell Bob Hewitt            | 6–4, 7–6                       |
| 1978 | Mark Edmondson Tom Okker              | Bob Hewitt Kim Warwick                 | 6–4, 1–6, 6–1, 6–4             |
| 1979 | Mark Edmondson John Marks             | Ion Țiriac Guillermo Vilas             | 2–6, 6–1, 6–4                  |
| 1980 | Colin Dowdeswell Ismail El Shafei     | Mark Edmondson Kim Warwick             | 6–4, 6–4                       |
| 1981 | Heinz Günthardt Markus Günthardt      | David Carter Paul Kronk                | 6–4, 6–1                       |
| 1982 | Sandy Mayer Ferdi Taygan              | Heinz Günthardt Markus Günthardt       | 6–2, 6–3                       |
| 1983 | Pavel Složil Tomáš Šmíd               | Colin Dowdeswell Wojciech Fibak        | 6–7, 6–4, 6–2                  |
| 1984 | Heinz Günthardt Markus Günthardt      | Givaldo Barbosa João Soares            | 6–4, 3–6, 7–6                  |
| 1985 | Wojciech Fibak Tomáš Šmíd             | Brad Drewett Mark Edmondson            | 6–7, 6–4, 6–4                  |
| 1986 | Sergio Casal Emilio Sánchez           | Stefan Edberg Joakim Nyström           | 6–3, 3–6, 6–3                  |
| 1987 | Jan Gunnarsson Tomáš Šmíd             | Loic Courteau Guy Forget               | 7–6, 6–2                       |
| 1988 | Petr Korda Milan Šrejber              | Andrés Gómez Emilio Sánchez            | 7–6, 7–6                       |
| 1989 | Cassio Motta Todd Witsken             | Petr Korda Milan Šrejber               | 6–4, 6–4                       |
| 1990 | Sergio Casal Emilio Sánchez           | Omar Camporese Javier Sánchez          | 6–3, 3–6, 7–5                  |
| 1991 | Gary Muller Danie Visser              | Guy Forget Jakob Hlasek                | 7–6, 6–4                       |
| 1992 | Hendrik Jan Davids Libor Pimek        | Petr Korda Cyril Suk                   | bez boje                       |
| 1993 | Cédric Pioline Marc Rosset            | Hendrik Jan Davids Piet Norval         | 6–3, 3–6, 7–6                  |
| 1994 | Sergio Casal Emilio Sánchez           | Menno Oosting Daniel Vacek             | 7–6, 6–4                       |
| 1995 | Luis Lobo Javier Sánchez              | Arnaud Boetsch Marc Rosset             | 6–7, 7–6, 7–6                  |
| 1996 | Jiří Novák Pavel Vízner               | Trevor Kronemann David Macpherson      | 4–6, 7–6, 7–6                  |
| 1997 | Jevgenij Kafelnikov Daniel Vacek      | Trevor Kronemann David Macpherson      | 4–6, 7–6, 6–3                  |
| 1998 | Gustavo Kuerten Fernando Meligeni     | Daniel Orsanic Cyril Suk               | 6–4, 7–5                       |
| 1999 | Donald Johnson Cyril Suk              | Aleksandar Kitinov Eric Taino          | 7–5, 7–6(7–4)                  |
| 2000 | Jiří Novák David Rikl                 | Jérôme Golmard Michael Kohlmann        | 3–6, 6–3, 6–4                  |
| 2001 | Roger Federer Marat Safin             | Michael Hill Jeff Tarango              | 0–1skreč                       |
| 2002 | Joshua Eagle David Rikl               | Massimo Bertolini Cristian Brandi      | 7–6(7–5), 6–4                  |
| 2003 | Leander Paes David Rikl               | František Čermák Leoš Friedl           | 6–3, 6–3                       |
| 2004 | Leander Paes David Rikl               | Marc Rosset Stan Wawrinka              | 6–4, 6–2                       |
| 2005 | František Čermák Leoš Friedl          | Michael Kohlmann Rainer Schüttler      | 7–6(8–6), 7–6(13–11)           |
| 2006 | Jiří Novák Andrei Pavel               | Marco Chiudinelli Jean-Claude Scherrer | 6–3, 6–1                       |
| 2007 | František Čermák Pavel Vízner         | Marc Gicquel Florent Serra             | 7–5, 5–7, [10–7]               |
| 2008 | Jaroslav Levinský Filip Polášek       | Stéphane Bohli Stan Wawrinka           | 3–6, 6–2, [11–9]               |
| 2009 | Marco Chiudinelli Michael Lammer      | Jaroslav Levinský Filip Polášek        | 7–5, 6–3                       |
| 2010 | Johan Brunström Jarkko Nieminen       | Marcelo Melo Bruno Soares              | 6–3, 6–7(4–7), [11–9]          |
| 2011 | František Čermák Filip Polášek        | Christopher Kas Alexander Peya         | 6–3, 7–6(11–9)                 |
| 2012 | Marcel Granollers Marc López          | Robert Farah Santiago Giraldo          | 6–4, 7–6(11–9)                 |
| 2013 | Jamie Murray John Peers               | Pablo Andújar Guillermo García-López   | 6–3, 6–4                       |
| 2014 | Andre Begemann Robin Haase            | Rameez Junaid Michal Mertiňák          | 6–3, 6–4                       |
| 2015 | Aleksandr Buryj Denis Istomin         | Oliver Marach Ajsám Kúreší             | 3–6, 6–2, [10–5]               |
| 2016 | Julio Peralta Horacio Zeballos        | Mate Pavić Michael Venus               | 7–6(7–2), 6–2                  |
| 2017 | Oliver Marach Philipp Oswald          | Jonathan Eysseric Franko Škugor        | 6–3, 4–6, [10–8]               |
| 2018 | Matteo Berrettini Daniele Bracciali   | Denys Molčanov Igor Zelenay            | 7–6(7–2), 7–6(7–5)             |
| 2019 | Sander Gillé Joran Vliegen            | Philipp Oswald Filip Polášek           | 6–4, 6–3                       |
| 2020 | zrušeno pro pandemii covidu-19        | zrušeno pro pandemii covidu-19         | zrušeno pro pandemii covidu-19 |
| 2021 | Marc-Andrea Hüsler Dominic Stricker   | Szymon Walków Jan Zieliński            | 6–1, 7–6(9–7)                  |
| 2022 | Tomislav Brkić Francisco Cabral       | Robin Haase Philipp Oswald             | 6–4, 6–4                       |
| 2023 | Dominic Stricker Stan Wawrinka        | Marcelo Demoliner Matwé Middelkoop     | 7–6(10–8), 6–2                 |
| 2024 | Ugo Humbert Fabrice Martin            | Albano Olivetti Juki Bhambri           | 6–3, 3–6, 6–10                 |
| 2025 | Francisco Cabral Lucas Miedler        | Hendrik Jebens Albano Olivetti         | 6–7(4–7), 7–6(7–4), [10–3]     |